# Kūtābād
Kūtābād (persiska: كوت آباد) är en ort i Iran.   Den ligger i provinsen Markazi, i den nordvästra delen av landet, 220 km sydväst om huvudstaden Teheran. Kūtābād ligger 1 801 meter över havet och antalet invånare är 357.
Terrängen runt Kūtābād är huvudsakligen platt, men norrut är den kuperad.Runt Kūtābād är det ganska tätbefolkat, med 116 invånare per kvadratkilometer. Närmaste större samhälle är Komījān, 14,2 km norr om Kūtābād. Trakten runt Kūtābād består i huvudsak av gräsmarker.